# Teatro da Rússia
O Teatro russo é, sem dúvida um dos mais ricos do mundo, devido à sua quantidade de dramaturgos, escritores e peças de teatro. Um dos maiores símbolos do teatro russo é o Teatro Bolshoi em Moscovo, onde são representadas inúmeras peças de teatro russas ou estrangeiras, além de ballet e ópera. O teatro russo começa desde muito cedo, antes da Dinastia Romanov, onde se usavam marionetas e música tradicional.

## História

### Origem
As primeiras formas de teatro na Rússia eram apresentações de fantoches e peças religiosas realizadas em feiras e mercados. No século XVII, sob o reinado de Pedro, o Grande, o teatro começou a se formalizar com a criação de um teatro público em Moscou em 1702. Este teatro público foi um marco importante, promovendo a formação de trupes profissionais e amadoras em diversas regiões da Rússia.

### Teatro Russo no Século XIX
O século XIX é frequentemente considerado a era de ouro do teatro russo. Durante esse período, dramaturgos como Aleksandr Ostrovsky e Anton Chekhov escreveram algumas das obras mais importantes da literatura teatral russa. O Teatro Bolshoi em Moscou e o Teatro Mariinsky em São Petersburgo tornaram-se centros culturais de renome internacional.

### Inovações do Século XX
O início do século XX foi um ponto de virada, com figuras como Konstantin Stanislavski e Vsevolod Meyerhold revolucionando o teatro com novos métodos de atuação e direção. Stanislavski, em particular, desenvolveu um sistema de atuação que enfatizava a psicologia interna dos personagens e a importância da memória emocional. Ele cofundou o Teatro de Arte de Moscou (MAT) em 1898, que se tornou um dos teatros mais influentes do mundo.

### Teatro Soviético e Pós-Soviético
Após a Revolução de 1917, o teatro russo passou por mudanças significativas, com forte influência da propaganda estatal. O governo soviético utilizou o teatro como uma ferramenta para promover ideais comunistas, e muitos teatros se adaptaram a essa nova realidade. No entanto, durante o degelo dos anos 1960, o teatro russo começou a explorar novamente o realismo psicológico e temas mais profundos da vida espiritual e emocional russa.